# Benjamin Murmelstein

Fotografia di Benjamin Murmelstein risalente all'immediato dopoguerra

Benjamin Murmelstein (Leopoli, 9 giugno 1905 – Roma, 27 ottobre 1989) è stato un rabbino austriaco.

## Biografia
È stato rabbino del XX distretto della comunità ebraica di Vienna dal 1931, durante l'avvento del nazismo e fino al 1943, quando venne internato nel finto ghetto istituito con il Campo di concentramento di Theresienstadt. Lo Judenrat di Theresienstadt era, al momento dell'arrivo di Murmelstein, guidato da Jakob Edelstein. Murmelstein, nominato in questo organismo, ben presto ne divenne il terzo membro. Dopo la deportazione di Edelstein ad Auschwitz nel 1944 e l'esecuzione del successore di Edelstein, Paul Eppstein, per un presunto tentativo di fuga, Murmelstein prese la posizione di Judenälteste come decano del consiglio nel settembre 1944 e la mantenne fino alla liberazione del campo da parte dell'Armata Rossa il 5 maggio 1945. Murmelstein fu l'unico decano di qualsiasi Lager a sopravvivere alla Seconda guerra mondiale.
Già nell'anteguerra, in seguito all'Anschluss, nel 1938, era stato precettato da Adolf Eichmann come consulente e impiegato negli uffici tedeschi per l'emigrazione ebraica. Grazie a questa posizione, e alle relazioni instaurate con i diplomatici inglesi e di altri paesi, riuscì a favorire l'emigrazione legale o clandestina di ebrei austriaci verso la Palestina (nei territori dell'attuale Israele), la Spagna, il Portogallo, l'Inghilterra e gli Stati Uniti, approfittando dell'apertura di alcuni corridoi ferroviari nella Francia occupata, si stima per un numero totale di circa 125.000.
I suoi rapporti con le più alte gerarchie naziste incaricate della pulizia etnica antisemita gli attirarono comunque il sospetto della comunità ebraica, mai del tutto caduto nonostante le successive assoluzioni processuali, di essere un collaborazionista attivo dei nazisti e di avere agito non solo perché obbligato, ma anche per proprio tornaconto personale, traendone vantaggi economici, politici e un trattamento di particolare favore. Si vociferava, tra l'altro, che avesse accettato tangenti per l'esonero di certi prigionieri dalla deportazione ad Auschwitz. Murmelstein compare anche, assieme ad altri prigionieri ebrei, in una scena poi tagliata nel documentario di propaganda Theresienstadt. Ein Dokumentarfilm aus dem jüdischen Siedlungsgebiet, girato nel 1944 per iniziativa dell'"Ufficio centrale delle SS per il reinsediamento degli ebrei in Boemia e Moravia", con il quale il governo nazista cercava di ingannare il mondo, mostrando il campo quale modello ispirato a principi umanitari.
Nel dopoguerra Murmelstein difese il suo comportamento in quanto necessario per evitare che i prigionieri ebrei venissero semplicemente sterminati. La storiografia ha anche argomentato, con conclusioni storiche divergenti e non risolutive, parlando di una "zona grigia" in cui non è possibile separare con sicurezza i meriti dalle colpe, sia sul suo ruolo di consulente dell'ufficio emigrazione che sul valore del suo tentativo dl mantenere attivo il campo di Theresienstadt, e delle sue relazioni con le autorità naziste, in quanto il livello di vita medio, pur miserabile, risultava superiore a quello di altri campi, specie in coincidenza con le visite delle autorità di controllo internazionali. Rispondendo su questo, Murmelstein sostenne che grazie anche al suo operato venne evitata la liquidazione totale del "ghetto", con la conseguente eliminazione di tutta la popolazione internata. Di circa 140.000 ebrei imprigionati a Theresienstadt i superstiti furono 17.000. Quasi 90.000 erano stati deportati nei campi di sterminio, 33.000 le vittime sul posto.
A guerra finita, nel 1945, Murmelstein fu arrestato e processato dalle autorità cecoslovacche con l'accusa di aver collaborato con il regime nazista, ma fu prosciolto nel dicembre del 1946. Cercò poi di stabilire la sua residenza in Israele, ma fu respinto in quanto persona non gradita. Si trasferì quindi a Roma. Alla sua morte, nel 1989, il rabbino capo di Roma Elio Toaff ne rifiutò l'inumazione nel cimitero ebraico, negandogli anche lo Yzkor, la preghiera di commemorazione israelita.

## Opere e testimonianze
La prima testimonianza di Murmelstein relativa agli anni di Theresienstadt è nel libro "Terezin. Il ghetto-modello di Eichmann", Cappelli, Bologna 1961 (2. edizione, La Scuola, Milano 2013, con postfazione di Wolf Murmelstein, Benjamin Murmelstein, "Il testimone mai sentito", pp. 237–246).
Venne intervistato da Claude Lanzmann nel 1975 per il documentario Shoah, ma il regista conservò la conversazione per farne, dopo lunghi anni di dubbi ed esitazioni, il documentario L'ultimo degli ingiusti (titolo originale "Le dernier des injustes") presentato al 66º Festival di Cannes nel 2013 (vd. ora la versione a stampa, C. Lanzmann, L'ultimo degli ingiusti, Milano, Skira 2014). Claude Lanzmann riabilita il personaggio, che emerge come un acuto, intelligente e smaliziato cronista della politica persecutoria nazista, pur non privo di ambiguità. Il documento ne descrive il ruolo di decano come quello di un "potere senza potere": Murmelstein collaborò coi nazisti senza potersi rifiutare, ma quantomeno cercò di rallentare la macchina dello sterminio, con una particolare abilità nel temporeggiare. Murmelstein si paragona a Sheherazade: come la principessa di Le mille e una notte ha scampato la morte grazie alla favola che doveva raccontare. I nazisti – sostiene – «pensavano che avrei raccontato di un ghetto dove gli ebrei vivono come in paradiso, dove sono felici. Mi hanno tenuto in vita perché raccontassi questa favola». Non disgiunto dalla discussione della critica cinematografica il film sollevò un acceso dibattito storico e politico internazionale, in particolare su due punti: l'impianto interpretativo proposto sulla Shoah nonché, in stretta connessione, la critica alle posizioni espresse dalla filosofa ebrea Annah Arendt nel celebre saggio La banalità del male. Nell'intervista, Murmelstein contesta la tesi di Hannah Arendt che descrive Eichmann come un comune alto burocrate al servizio della macchina nazista, definendolo invece, per diretta conoscenza, come "un demone" subdolo e corrotto, un genio del male, attivo protagonista dello sterminio degli ebrei.

## Pubblicazioni
- Terezin. Il ghetto-modello di Eichmann, Cappelli editore, (oggi confluito in Editrice La Scuola di Brescia), Bologna 1961; riedizione: Editrice La Scuola, Brescia 2013, ISBN 978-88-350-3367-7.